# Plagiolabra argentina
Plagiolabra argentina är en stekelart som först beskrevs av Brethes 1903.  Plagiolabra argentina ingår i släktet Plagiolabra och familjen Eumenidae. Inga underarter finns listade i Catalogue of Life.